# D-Mount
Der D-Mount ist ein Gewindeanschluss für Kameraobjektive. Er fand Verwendung z. B. für Normal-8-Filmkameras.  Der Außendurchmesser des Gewindes beträgt 0,625 Zoll (15,88 mm). Das Auflagemaß zwischen dem Flansch des Objektivgewindes und der Bildebene hat einen Wert von 12,29 mm (0,48 Zoll) (im Vergleich: CS-Mount: 12,5 mm).

## Weblink
- D-mount-Objektive im Vergleich auf filmkorn.org